# Риу-Бербат
Риу-Бербат (рум. Râu Bărbat) — село у повіті Хунедоара в Румунії. Входить до складу комуни Пуй.
Село розташоване на відстані 263 км на північний захід від Бухареста, 45 км на південь від Деви, 148 км на південь від Клуж-Напоки, 148 км на схід від Тімішоари, 140 км на північний захід від Крайови.

## Населення
За даними перепису населення 2002 року у селі проживали 198 осіб, з них 196 осіб (99,0%) румунів. Рідною мовою 197 осіб (99,5%) назвали румунську.